# エレノア・ルーズベルト

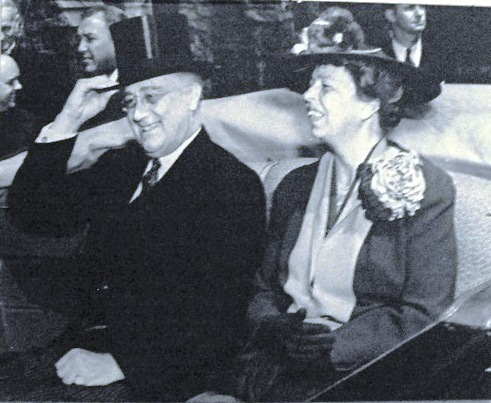
夫F・D・ルーズヴェルトと（1935年）

アナ・エレノア・ルーズベルト（Anna Eleanor Roosevelt, 1884年10月11日 - 1962年11月7日）は、アメリカ合衆国第32代大統領フランクリン・ルーズベルトの妻（ファーストレディ）、アメリカ国連代表、婦人運動家、文筆家。リベラル派として高名であった。身長5フィート11インチ（約180cm）。

## 生涯

### 生い立ち
アナ・エレノア・ルーズベルトは1884年10月11日、ニューヨーク37番街西56で、エリオット・ルーズベルト、アナ・エレノア・ホール夫妻の間に生まれる。エリオットは第26代大統領セオドア・ルーズベルトの弟であり、エレノアはセオドアの姪に当たる。父はハンサムだったが、アルコール中毒患者となった。母は美人であったが、冷酷であった。両親とも大富豪の名門で、金銭的にはとても恵まれていたが、家庭環境は理想とはかけ離れたものだった。
両親と早くに死別したため、母方の祖母の下、家庭教師によって、厳格に養育される。その後イギリスに渡り、ロンドン南西部、ウインブルドンにあった女学校に入学、卒業した（1899-1902）。そのときの女学校の校長でフェミニストとしても有名だったマリー・スーヴェストゥールの進歩的な考えに大きな影響を受ける。帰国後ニューヨークで、貧しい移民の子どものための学校で働き、人生で初めて貧困の現状を目にし、大きな衝撃を受ける。このときの体験が、彼女が生涯人権のために働いた原動力であったともいえる。

### 結婚
1905年に、父親の五いとこ（fifth cousin）に当たるフランクリン・ルーズベルトと結婚し、5男1女の子供をもうけた。もともとエレノアは内気で子供の教育に熱心な妻であり母親であったが、夫フランクリンの政界入りに伴い、エレノアもニューヨーク州民主党婦人部長を務めたことがきっかけで、家庭の外で活躍を始めた。
1921年に、夫フランクリンが突然ポリオに罹患し、政治活動を断念しようとしたときは、彼女はフランクリンにとって政治こそが精神的に立ち直るために必要であると励まし、ルーズベルトが復帰する原動力となったことは良く知られている。1918年に自分の秘書ルーシー・マーサ・ラザフォードと夫との不倫を知った（そしてそれを容認した）ことも政治への情熱の一助となったかもしれないと評されている。一方、1928年に出会い、長年に亘り強い友情で結ばれていた女性記者ロレーナ・ヒコックとの関係は、同性愛であったのではないかとされている。また、夫が秘書のマーガレット・ルハンドらと不倫関係にあるのと同時期に、エレノアは夫の側近のハリー・ホプキンス やボディガードのアール・ミラーと不倫関係にあり、夫妻は共にお互いの不倫を知り、それを認め合い、更にそのことで「励ましあう」関係だった、という。ミラーとの関係はエレノアが亡くなるまで続いた。

### ファーストレディ

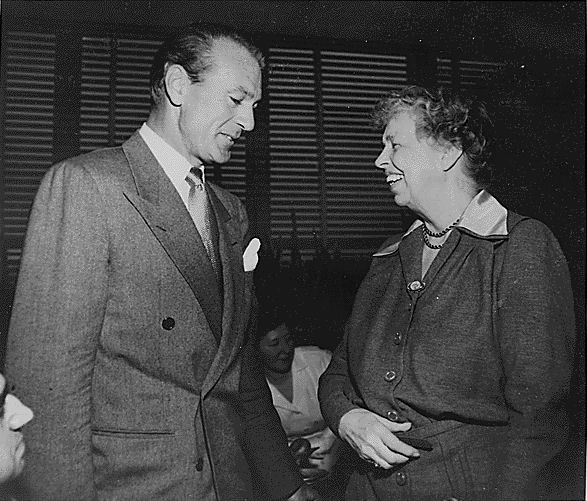
Ｇ･クーパーと（1950年4月3日　ニューヨーク）

大恐慌後の世界的な不景気下の1933年3月4日に、ルーズベルトが大統領に就任した。その後ルーズベルトが3選されたホワイトハウス時代の12年間、エレノアは夫フランクリンの政策に対して大きな影響を与えた。ルーズベルト政権の女性やマイノリティに関する進歩的政策は、ほとんどがエレノアの発案によるものである。
なお、エレノアはルーズベルトが第二次世界大戦中に推し進めた日系アメリカ人強制収容に反対している。さらに、この間に多くの友人を得たことが夫の死後「第二の人生」を開く大きな財産となった。

### 晩年
1945年4月12日にルーズベルトが死去すると、エレノアは家族と共にニューヨーク州ハイドパークの私邸に退き、そこで静かな余生を送るつもりだった。しかし、夫の後を受け継いだトルーマン大統領の要請で国際連合の第1回総会代表団の一員に指名される。上院の同意を得て正式に任命されたエレノアは、1946年にロンドンに赴任し総会に参加した。ロンドンの総会では人権委員会に参加し、委員長に選出される。人権委員会は世界人権宣言の起草に着手し1948年12月に国連総会で採択された。

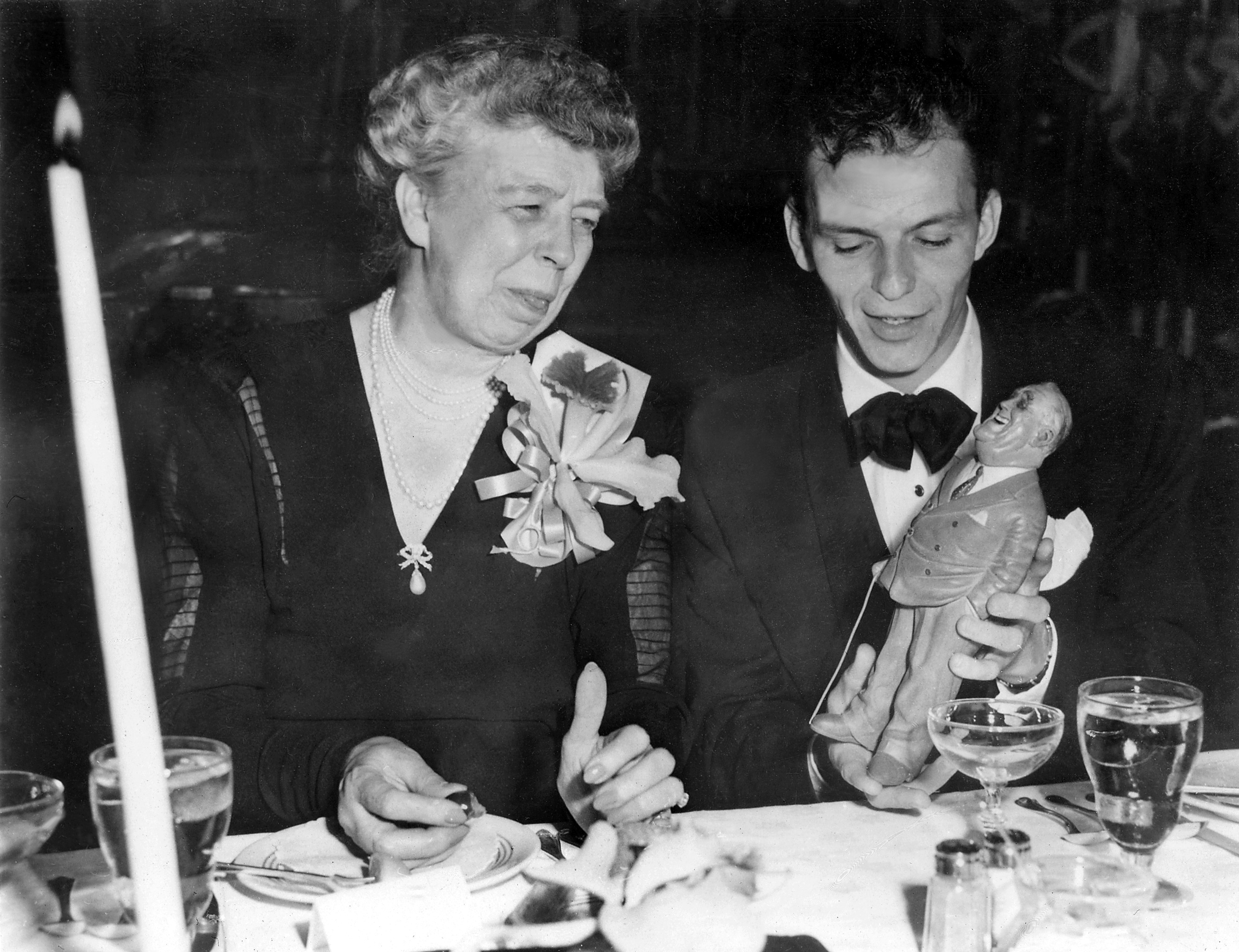
フランク・シナトラと（1947年）

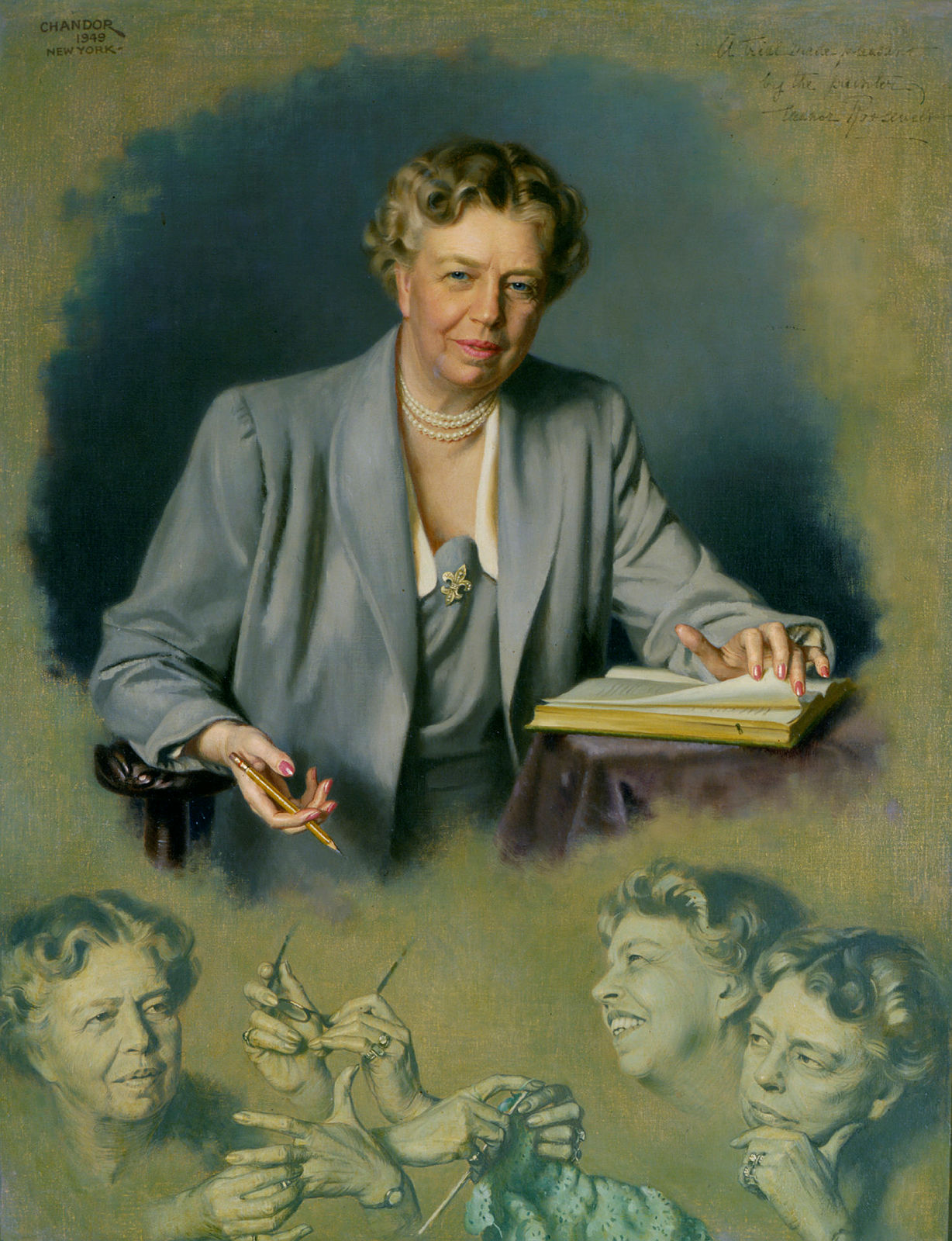
ダグラス・チャンダーによるルーズベルトのこの1949年の肖像画は、1966年にホワイトハウスによって購入された。

エレノアはそのまま1952年までアメリカの国連代表をつとめている。国連代表を退任した1953年からは各国の女性団体に招聘され、女性の地位向上に八面六臂の活躍をした。同年に来日し各地で講演したほか、昭和天皇と香淳皇后と会見している。更に香港、ギリシア、トルコ、ユーゴスラビアの各国を精力的に訪問。ユーゴでは、チトー大統領と会談。1957年には、当時のソビエト連邦を訪問し、フルシチョフソ連共産党第一書記と会談している。

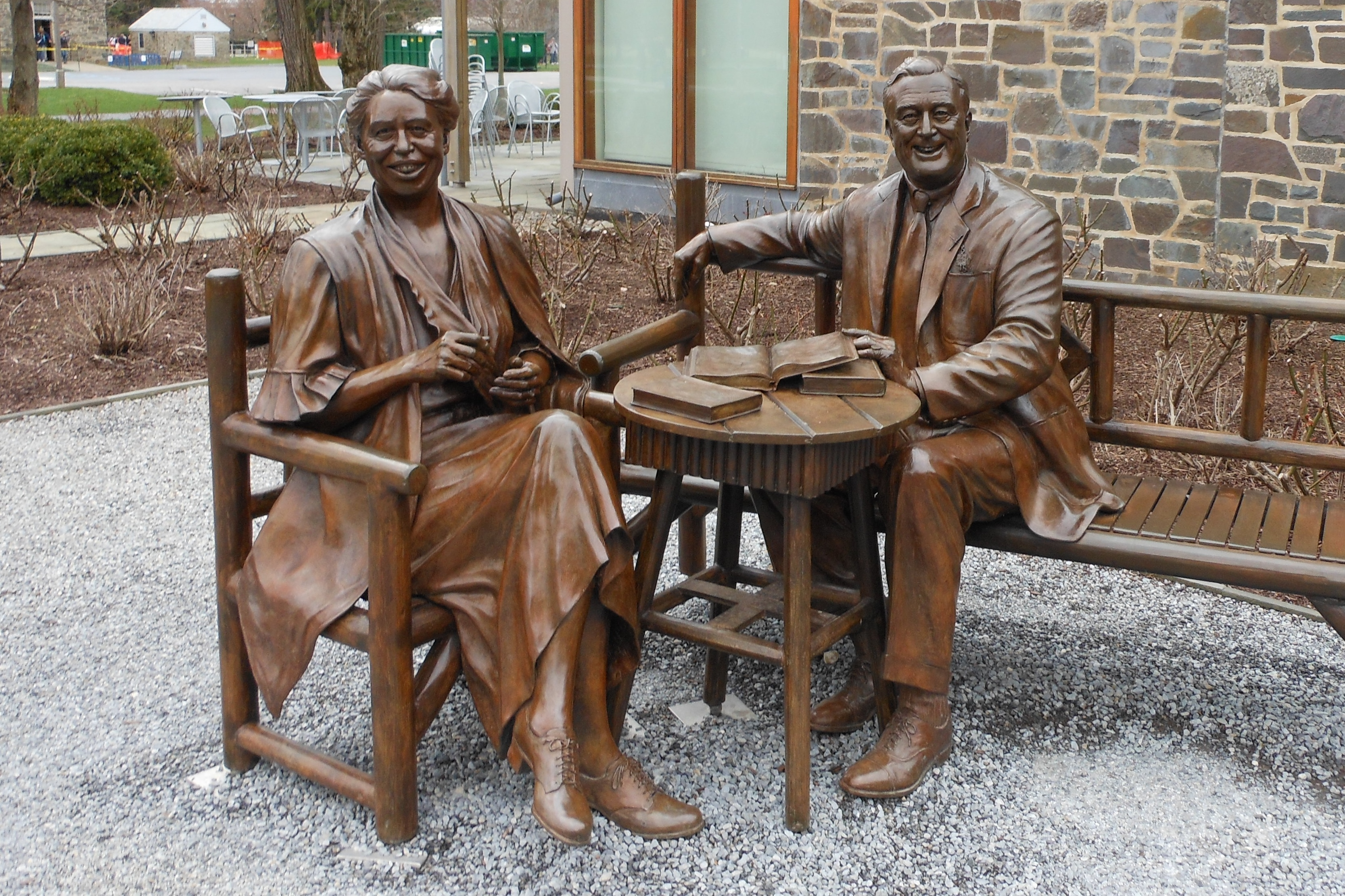
フランクリン･ルーズベルト夫妻像（ニューヨーク）

政治的には伝統的な民主党リベラル派に近い位置にあり、人種差別問題に対する態度は果敢かつ大胆だった。1956年の大統領選挙の民主党予備選ではアドレー・スティーブンソン候補を支持した。1960年の大統領選でも民主党候補に指名されたケネディ候補に対して、ケネディが冷戦初期に下院非米活動委員会に加わりジョセフ・マッカーシー議員の赤狩りに積極的に加担していたことから不支持を表明している。これは、彼女が左翼運動を支持していたからではなく、リベラル派（自由主義者）として表現の自由や思想の自由を最大限に尊重していたからだった。

### 没後

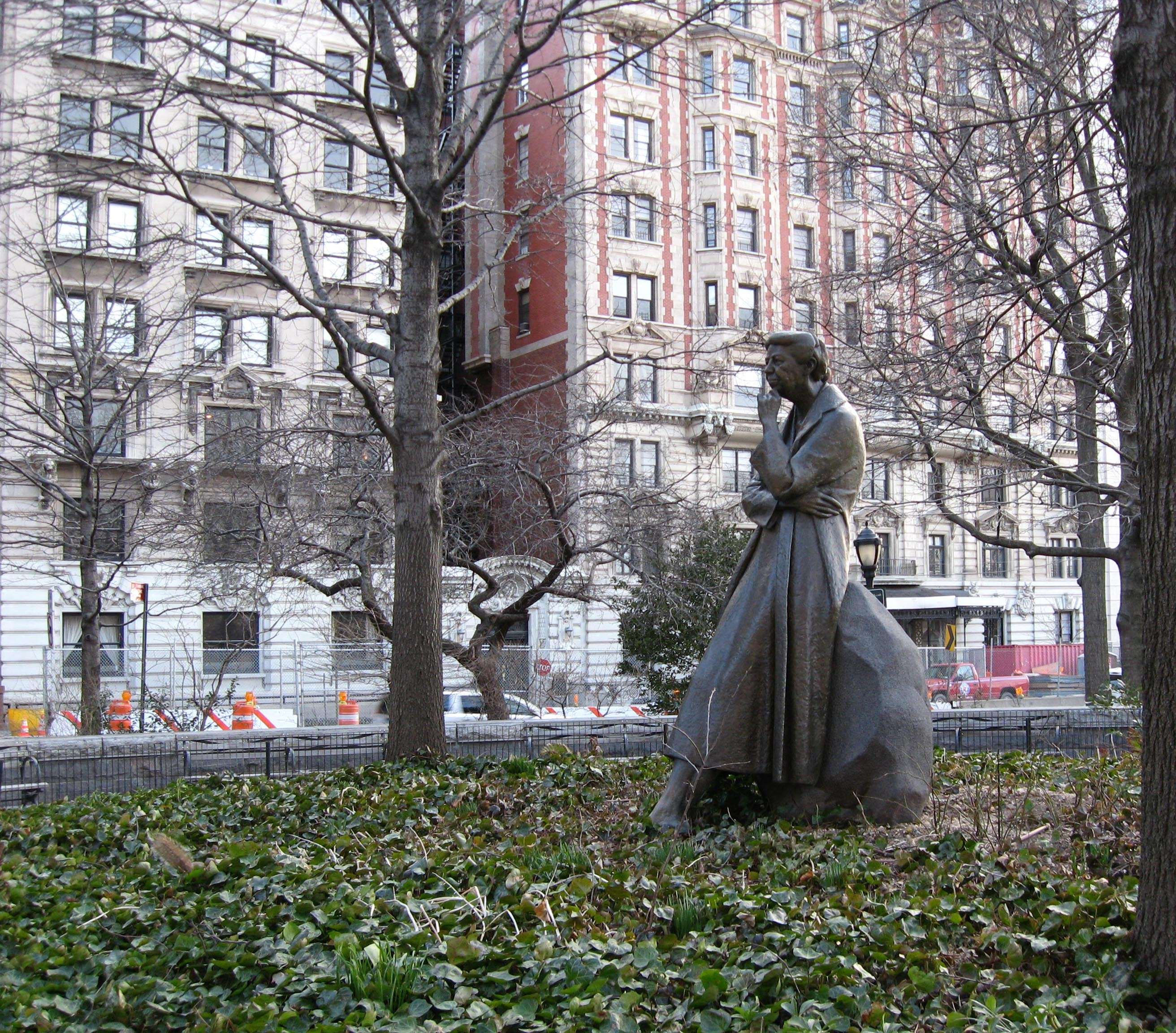
マンハッタンのリバーサイド公園にあるエレノア・ルーズベルト像

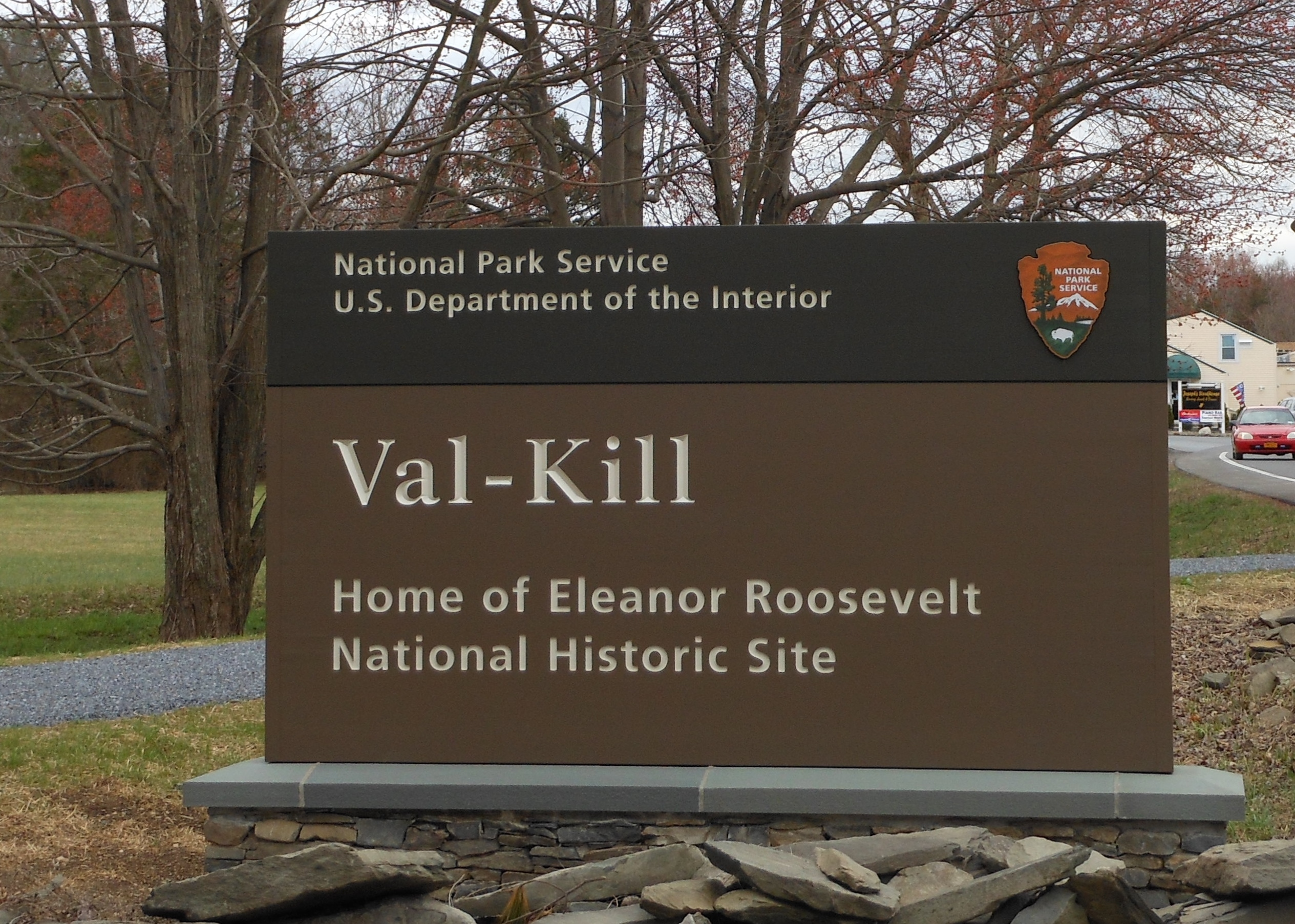
Val-Kill Historic Site(Hyde Park, New York)の掲示板に「Home of Eleanor Roosevelt」とある

1962年11月7日、ニューヨーク市の自宅で死去、78歳だった。
死後、息子のエリオット・ルーズベルトはエレノアを主人公とした推理小説を発表した。内容は大統領夫人のエレノアが警察を助けて犯罪を暴くというもので、実在の場所や当時実在した人物が登場するが、筋書きはあくまでもフィクションである。発売当時こそ話題をさらったが、ベストセラーにはならなかった。それは通常のファーストレディならともかく、ことエレノア・ルーズベルトに限っては、ノンフィクションの伝記を書いても有り余るほどの事績と逸話に豊富な人物だったからにほかならない。
エレノアの活躍は、最も活動的なファーストレディ、人権活動家、コラムニスト、世界人権宣言の起草者など、多岐に亘る。しかし彼女の最も大きな業績は、「人権擁護の象徴」として光り輝く存在であったことに尽きる。エレノアは文字通りリベラル・アメリカのシンボルであり、スターだった。誰もが納得できるそうした存在が、それまでのアメリカにはなかったのである。そのエレノアが歴史上の人物となった今日でも、彼女に対して崇敬の念を抱く者は多い。

## 語録
- 「歴史の光に照らしてみても、恐れるよりは希望をもつ方が、やらないよりはやる方が、より賢明なことは明らかである。それに、『そんなことできるわけがない』という人間からは何一つ生まれたためしがないということも、動かすことのできない事実なのである。」
- 「この世界に平和を創造するためには、一人の人間との理解を深めることから始めなければなりません。」
- 「新しい人に近づくとき、冒険心をもって接することにすれば、今までにない新しい人格、新しい経験、新しい考えの水脈を発見して、それに無限の魅力をおぼえることがきっとあるに違いない。」
- 「女性というのは、さまざまな障害をはねのけて、1センチずつ前進するものなのです。」
- 「一つが切り抜けられたら、次には何でも切り抜けられるはずではないか。立ち止まって、恐怖と正面から対決する度に、人には力と勇気と自信がついてくる。」
- 「普遍的な人権とは、どこから始まるのでしょう。実は、家の周囲など、小さな場所からなのです。あまりにも身近すぎて、世界地図などには載っていません。ご近所の人、かよっている学校、働いている工場や農場、会社などの個人個人の世界こそ、始まりの場なのです。」
- 「私たちが本当に強く願い、その願いに対して確信を持ち、その実現のために誠心誠意、行動するならば、人生において、願いどおりに変革できない分野など、何ひとつないと確信しています」[10]

## 系図
| ニコラス (1658–1742)               |                                    |                                    |                                    |                                    |                                    |  |  |                        |                        |                        |                        |                        |                        |  |  |                          |                          |                          |                          |                          |                          |  |  |                          |                          |                          |                          |                          |                          |  |  |                    |                    |                    |                    |                    |                    |  |  |  |  |  |  |  |  |  |  |  |  |  |  |
|                                    |                                    |                                    |                                    |                                    |                                    |  |  |                        |                        |                        |                        |                        |                        |  |  |                          |                          |                          |                          |                          |                          |  |  |                          |                          |                          |                          |                          |                          |  |  |                    |                    |                    |                    |                    |                    |  |  |  |  |  |  |  |  |  |  |  |  |  |  |
|                                    |                                    |                                    |                                    |                                    |                                    |  |  |                        |                        |                        |                        |                        |                        |  |  |                          |                          |                          |                          |                          |                          |  |  |                          |                          |                          |                          |                          |                          |  |  |                    |                    |                    |                    |                    |                    |  |  |  |  |  |  |  |  |  |  |  |  |  |  |
| ヨハネス (1689–1750)               | ヨハネス (1689–1750)               | ヨハネス (1689–1750)               | ヨハネス (1689–1750)               | ヨハネス (1689–1750)               | ヨハネス (1689–1750)               |  |  |                        |                        |                        |                        |                        |                        |  |  | ジャコブス (1692-1776)   | ジャコブス (1692-1776)   | ジャコブス (1692-1776)   | ジャコブス (1692-1776)   | ジャコブス (1692-1776)   | ジャコブス (1692-1776)   |  |  |                          |                          |                          |                          |                          |                          |  |  |                    |                    |                    |                    |                    |                    |  |  |  |  |  |  |  |  |  |  |  |  |  |  |
| ヨハネス (1689–1750)               | ヨハネス (1689–1750)               | ヨハネス (1689–1750)               | ヨハネス (1689–1750)               | ヨハネス (1689–1750)               | ヨハネス (1689–1750)               |  |  |                        |                        |                        |                        |                        |                        |  |  | ジャコブス (1692-1776)   | ジャコブス (1692-1776)   | ジャコブス (1692-1776)   | ジャコブス (1692-1776)   | ジャコブス (1692-1776)   | ジャコブス (1692-1776)   |  |  |                          |                          |                          |                          |                          |                          |  |  |                    |                    |                    |                    |                    |                    |  |  |  |  |  |  |  |  |  |  |  |  |  |  |
| ジャコブス (1724-1777)             | ジャコブス (1724-1777)             | ジャコブス (1724-1777)             | ジャコブス (1724-1777)             | ジャコブス (1724-1777)             | ジャコブス (1724-1777)             |  |  |                        |                        |                        |                        |                        |                        |  |  | アイザック (1726-1794)   | アイザック (1726-1794)   | アイザック (1726-1794)   | アイザック (1726-1794)   | アイザック (1726-1794)   | アイザック (1726-1794)   |  |  |                          |                          |                          |                          |                          |                          |  |  |                    |                    |                    |                    |                    |                    |  |  |  |  |  |  |  |  |  |  |  |  |  |  |
| ジャコブス (1724-1777)             | ジャコブス (1724-1777)             | ジャコブス (1724-1777)             | ジャコブス (1724-1777)             | ジャコブス (1724-1777)             | ジャコブス (1724-1777)             |  |  |                        |                        |                        |                        |                        |                        |  |  | アイザック (1726-1794)   | アイザック (1726-1794)   | アイザック (1726-1794)   | アイザック (1726-1794)   | アイザック (1726-1794)   | アイザック (1726-1794)   |  |  |                          |                          |                          |                          |                          |                          |  |  |                    |                    |                    |                    |                    |                    |  |  |  |  |  |  |  |  |  |  |  |  |  |  |
| ジェームズ・ジャコブス (1759–1840) | ジェームズ・ジャコブス (1759–1840) | ジェームズ・ジャコブス (1759–1840) | ジェームズ・ジャコブス (1759–1840) | ジェームズ・ジャコブス (1759–1840) | ジェームズ・ジャコブス (1759–1840) |  |  |                        |                        |                        |                        |                        |                        |  |  | ジェームズ (1760-1847)   | ジェームズ (1760-1847)   | ジェームズ (1760-1847)   | ジェームズ (1760-1847)   | ジェームズ (1760-1847)   | ジェームズ (1760-1847)   |  |  |                          |                          |                          |                          |                          |                          |  |  |                    |                    |                    |                    |                    |                    |  |  |  |  |  |  |  |  |  |  |  |  |  |  |
| ジェームズ・ジャコブス (1759–1840) | ジェームズ・ジャコブス (1759–1840) | ジェームズ・ジャコブス (1759–1840) | ジェームズ・ジャコブス (1759–1840) | ジェームズ・ジャコブス (1759–1840) | ジェームズ・ジャコブス (1759–1840) |  |  |                        |                        |                        |                        |                        |                        |  |  | ジェームズ (1760-1847)   | ジェームズ (1760-1847)   | ジェームズ (1760-1847)   | ジェームズ (1760-1847)   | ジェームズ (1760-1847)   | ジェームズ (1760-1847)   |  |  |                          |                          |                          |                          |                          |                          |  |  |                    |                    |                    |                    |                    |                    |  |  |  |  |  |  |  |  |  |  |  |  |  |  |
| コーネリアス (1794-1871)           | コーネリアス (1794-1871)           | コーネリアス (1794-1871)           | コーネリアス (1794-1871)           | コーネリアス (1794-1871)           | コーネリアス (1794-1871)           |  |  |                        |                        |                        |                        |                        |                        |  |  | アイザック (1790-1863)   | アイザック (1790-1863)   | アイザック (1790-1863)   | アイザック (1790-1863)   | アイザック (1790-1863)   | アイザック (1790-1863)   |  |  |                          |                          |                          |                          |                          |                          |  |  |                    |                    |                    |                    |                    |                    |  |  |  |  |  |  |  |  |  |  |  |  |  |  |
| コーネリアス (1794-1871)           | コーネリアス (1794-1871)           | コーネリアス (1794-1871)           | コーネリアス (1794-1871)           | コーネリアス (1794-1871)           | コーネリアス (1794-1871)           |  |  |                        |                        |                        |                        |                        |                        |  |  | アイザック (1790-1863)   | アイザック (1790-1863)   | アイザック (1790-1863)   | アイザック (1790-1863)   | アイザック (1790-1863)   | アイザック (1790-1863)   |  |  |                          |                          |                          |                          |                          |                          |  |  |                    |                    |                    |                    |                    |                    |  |  |  |  |  |  |  |  |  |  |  |  |  |  |
| セオドア (1831–1878)               | セオドア (1831–1878)               | セオドア (1831–1878)               | セオドア (1831–1878)               | セオドア (1831–1878)               | セオドア (1831–1878)               |  |  |                        |                        |                        |                        |                        |                        |  |  | ジェームズ (1828–1900)   | ジェームズ (1828–1900)   | ジェームズ (1828–1900)   | ジェームズ (1828–1900)   | ジェームズ (1828–1900)   | ジェームズ (1828–1900)   |  |  |                          |                          |                          |                          |                          |                          |  |  |                    |                    |                    |                    |                    |                    |  |  |  |  |  |  |  |  |  |  |  |  |  |  |
| セオドア (1831–1878)               | セオドア (1831–1878)               | セオドア (1831–1878)               | セオドア (1831–1878)               | セオドア (1831–1878)               | セオドア (1831–1878)               |  |  |                        |                        |                        |                        |                        |                        |  |  | ジェームズ (1828–1900)   | ジェームズ (1828–1900)   | ジェームズ (1828–1900)   | ジェームズ (1828–1900)   | ジェームズ (1828–1900)   | ジェームズ (1828–1900)   |  |  |                          |                          |                          |                          |                          |                          |  |  |                    |                    |                    |                    |                    |                    |  |  |  |  |  |  |  |  |  |  |  |  |  |  |
|                                    |                                    |                                    |                                    |                                    |                                    |  |  |                        |                        |                        |                        |                        |                        |  |  |                          |                          |                          |                          |                          |                          |  |  |                          |                          |                          |                          |                          |                          |  |  |                    |                    |                    |                    |                    |                    |  |  |  |  |  |  |  |  |  |  |  |  |  |  |
| セオドア (1858–1919)               | セオドア (1858–1919)               | セオドア (1858–1919)               | セオドア (1858–1919)               | セオドア (1858–1919)               | セオドア (1858–1919)               |  |  | エリオット (1860-1894) | エリオット (1860-1894) | エリオット (1860-1894) | エリオット (1860-1894) | エリオット (1860-1894) | エリオット (1860-1894) |  |  |                          |                          |                          |                          |                          |                          |  |  |                          |                          |                          |                          |                          |                          |  |  |                    |                    |                    |                    |                    |                    |  |  |  |  |  |  |  |  |  |  |  |  |  |  |
| セオドア (1858–1919)               | セオドア (1858–1919)               | セオドア (1858–1919)               | セオドア (1858–1919)               | セオドア (1858–1919)               | セオドア (1858–1919)               |  |  | エリオット (1860-1894) | エリオット (1860-1894) | エリオット (1860-1894) | エリオット (1860-1894) | エリオット (1860-1894) | エリオット (1860-1894) |  |  |                          |                          |                          |                          |                          |                          |  |  |                          |                          |                          |                          |                          |                          |  |  |                    |                    |                    |                    |                    |                    |  |  |  |  |  |  |  |  |  |  |  |  |  |  |
| セオドア (1887–1944)               | セオドア (1887–1944)               | セオドア (1887–1944)               | セオドア (1887–1944)               | セオドア (1887–1944)               | セオドア (1887–1944)               |  |  | エレノア (1884–1962)   | エレノア (1884–1962)   | エレノア (1884–1962)   | エレノア (1884–1962)   | エレノア (1884–1962)   | エレノア (1884–1962)   |  |  | フランクリン (1882–1945) | フランクリン (1882–1945) | フランクリン (1882–1945) | フランクリン (1882–1945) | フランクリン (1882–1945) | フランクリン (1882–1945) |  |  |                          |                          |                          |                          |                          |                          |  |  |                    |                    |                    |                    |                    |                    |  |  |  |  |  |  |  |  |  |  |  |  |  |  |
| セオドア (1887–1944)               | セオドア (1887–1944)               | セオドア (1887–1944)               | セオドア (1887–1944)               | セオドア (1887–1944)               | セオドア (1887–1944)               |  |  | エレノア (1884–1962)   | エレノア (1884–1962)   | エレノア (1884–1962)   | エレノア (1884–1962)   | エレノア (1884–1962)   | エレノア (1884–1962)   |  |  | フランクリン (1882–1945) | フランクリン (1882–1945) | フランクリン (1882–1945) | フランクリン (1882–1945) | フランクリン (1882–1945) | フランクリン (1882–1945) |  |  |                          |                          |                          |                          |                          |                          |  |  |                    |                    |                    |                    |                    |                    |  |  |  |  |  |  |  |  |  |  |  |  |  |  |
|                                    |                                    |                                    |                                    |                                    |                                    |  |  |                        |                        |                        |                        |                        |                        |  |  |                          |                          |                          |                          |                          |                          |  |  |                          |                          |                          |                          |                          |                          |  |  |                    |                    |                    |                    |                    |                    |  |  |  |  |  |  |  |  |  |  |  |  |  |  |
|                                    |                                    |                                    |                                    |                                    |                                    |  |  |                        |                        |                        |                        |                        |                        |  |  |                          |                          |                          |                          |                          |                          |  |  |                          |                          |                          |                          |                          |                          |  |  |                    |                    |                    |                    |                    |                    |  |  |  |  |  |  |  |  |  |  |  |  |  |  |
|                                    |                                    |                                    |                                    |                                    |                                    |  |  | ジェームズ (1907-1991) | ジェームズ (1907-1991) | ジェームズ (1907-1991) | ジェームズ (1907-1991) | ジェームズ (1907-1991) | ジェームズ (1907-1991) |  |  | エリオット (1910-1990)   | エリオット (1910-1990)   | エリオット (1910-1990)   | エリオット (1910-1990)   | エリオット (1910-1990)   | エリオット (1910-1990)   |  |  | フランクリン (1914–1988) | フランクリン (1914–1988) | フランクリン (1914–1988) | フランクリン (1914–1988) | フランクリン (1914–1988) | フランクリン (1914–1988) |  |  | ジョン (1916-1981) | ジョン (1916-1981) | ジョン (1916-1981) | ジョン (1916-1981) | ジョン (1916-1981) | ジョン (1916-1981) |  |  |  |  |  |  |  |  |  |  |  |  |  |  |

## ギャラリー

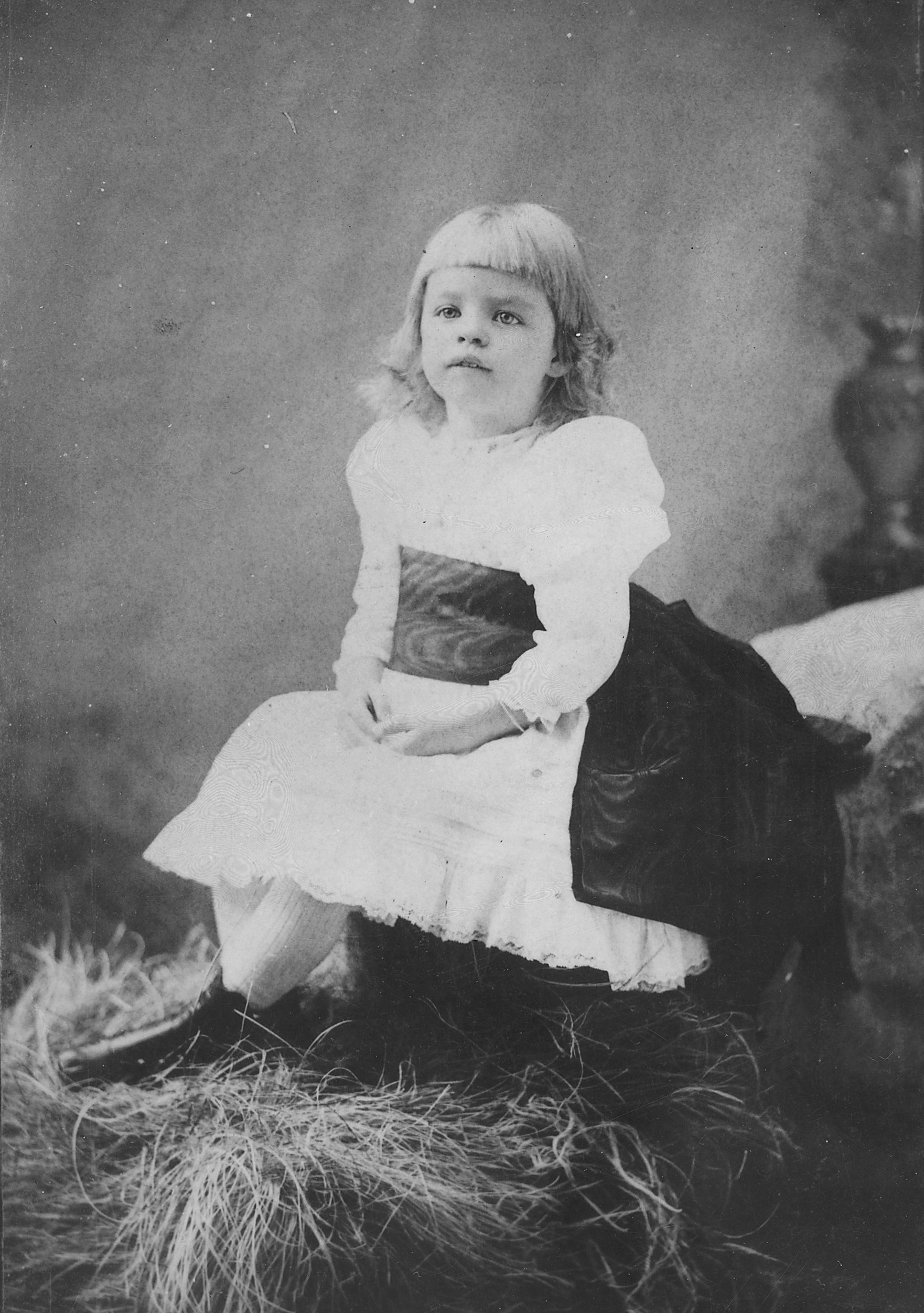
子供の頃のエレノア（1887年）
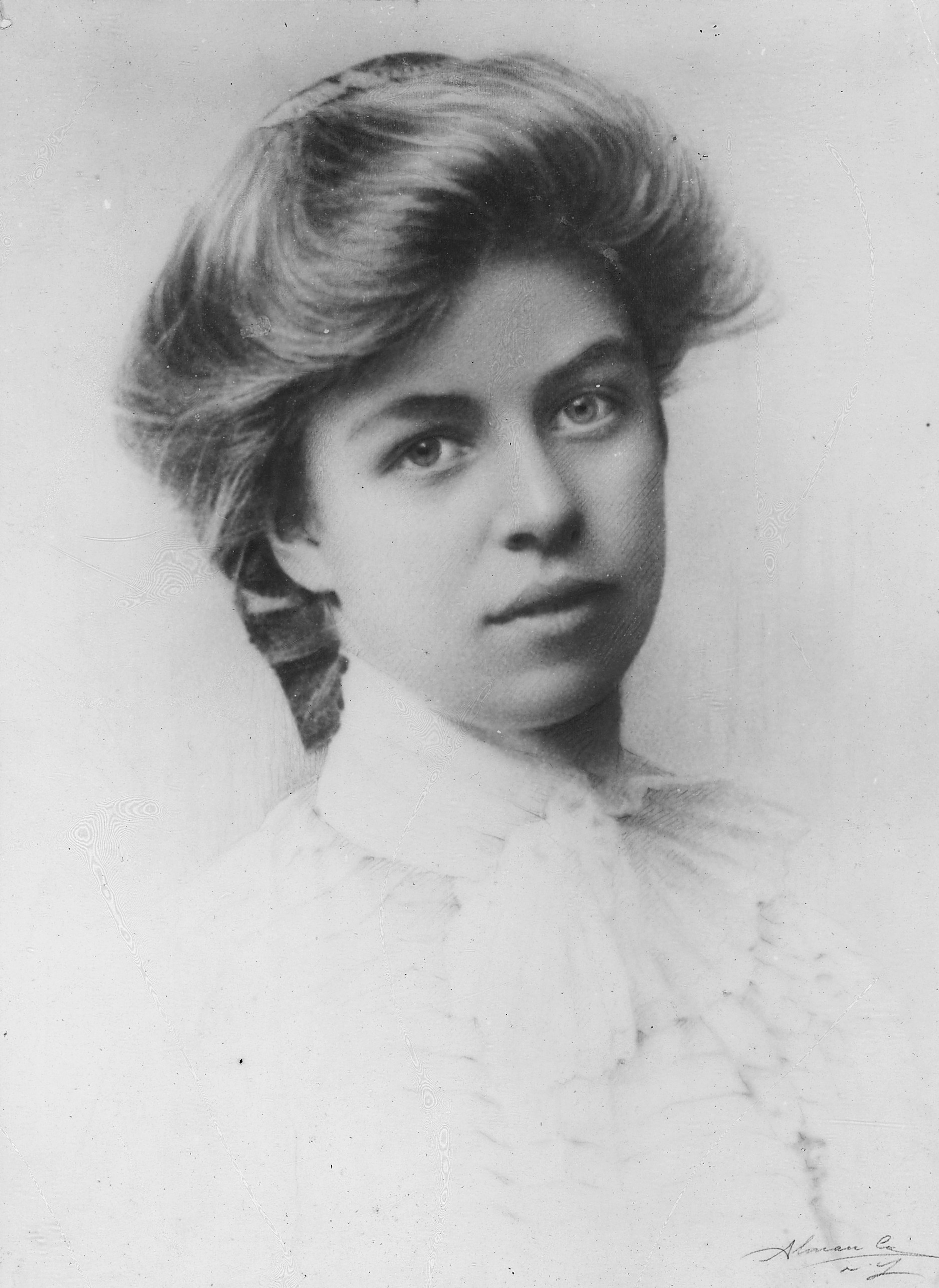
14歳のエレノア（1898年）
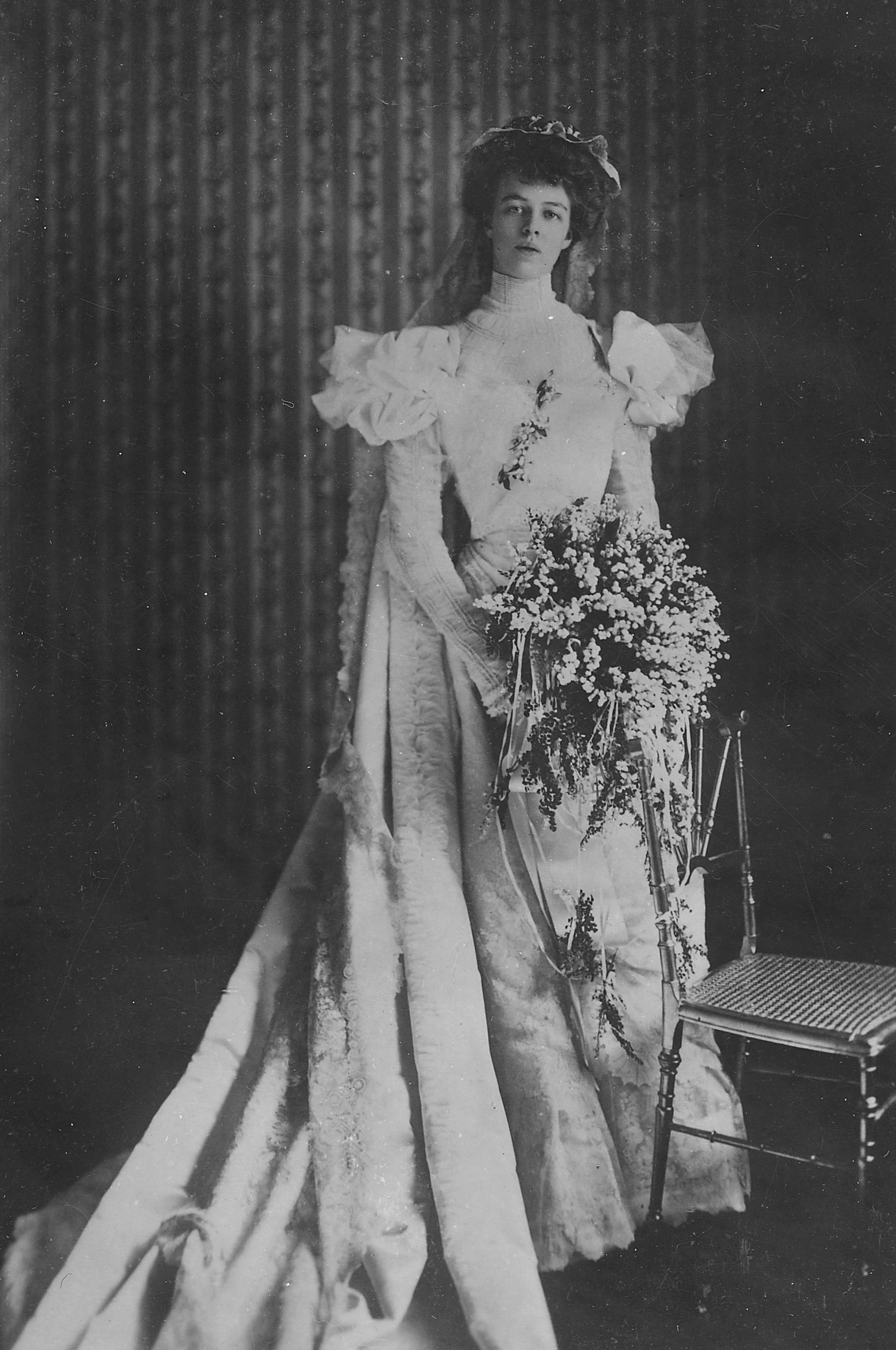
フランクリンとの結婚時（1905年）
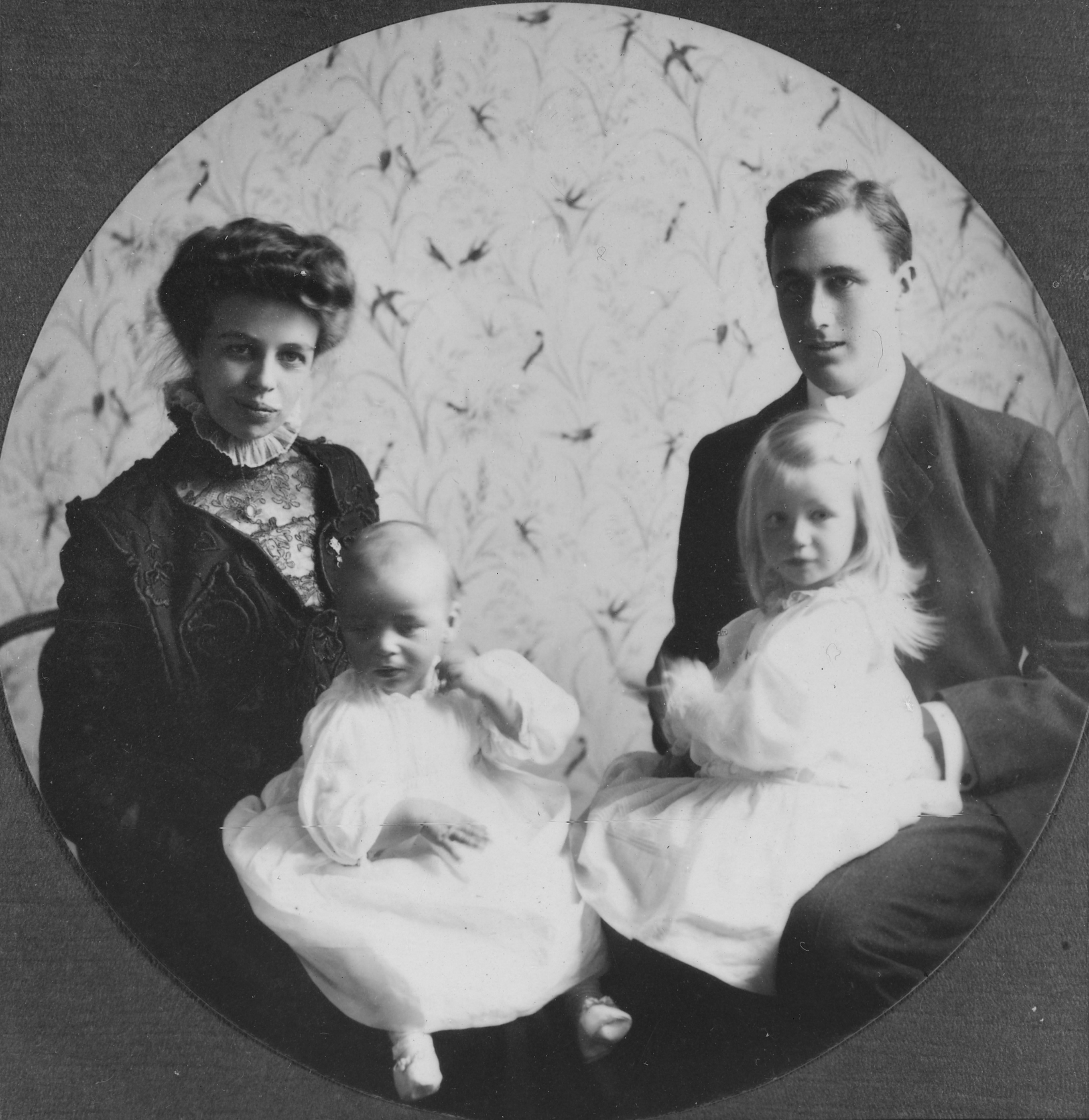
エレノアとフランクリン・ルーズベルト、最初に生まれた2人の子供（1908年）
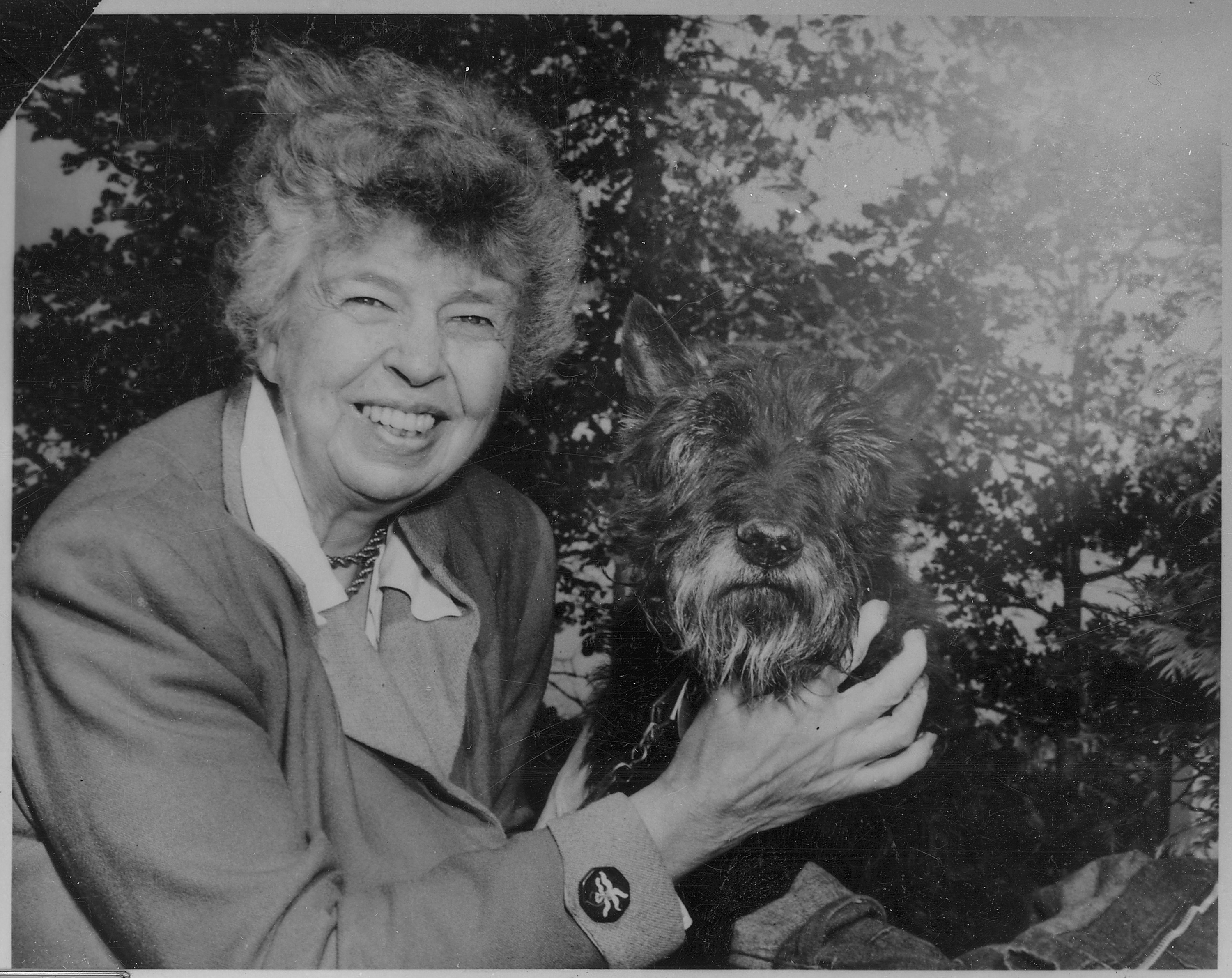
飼い犬ファラと（1951年）
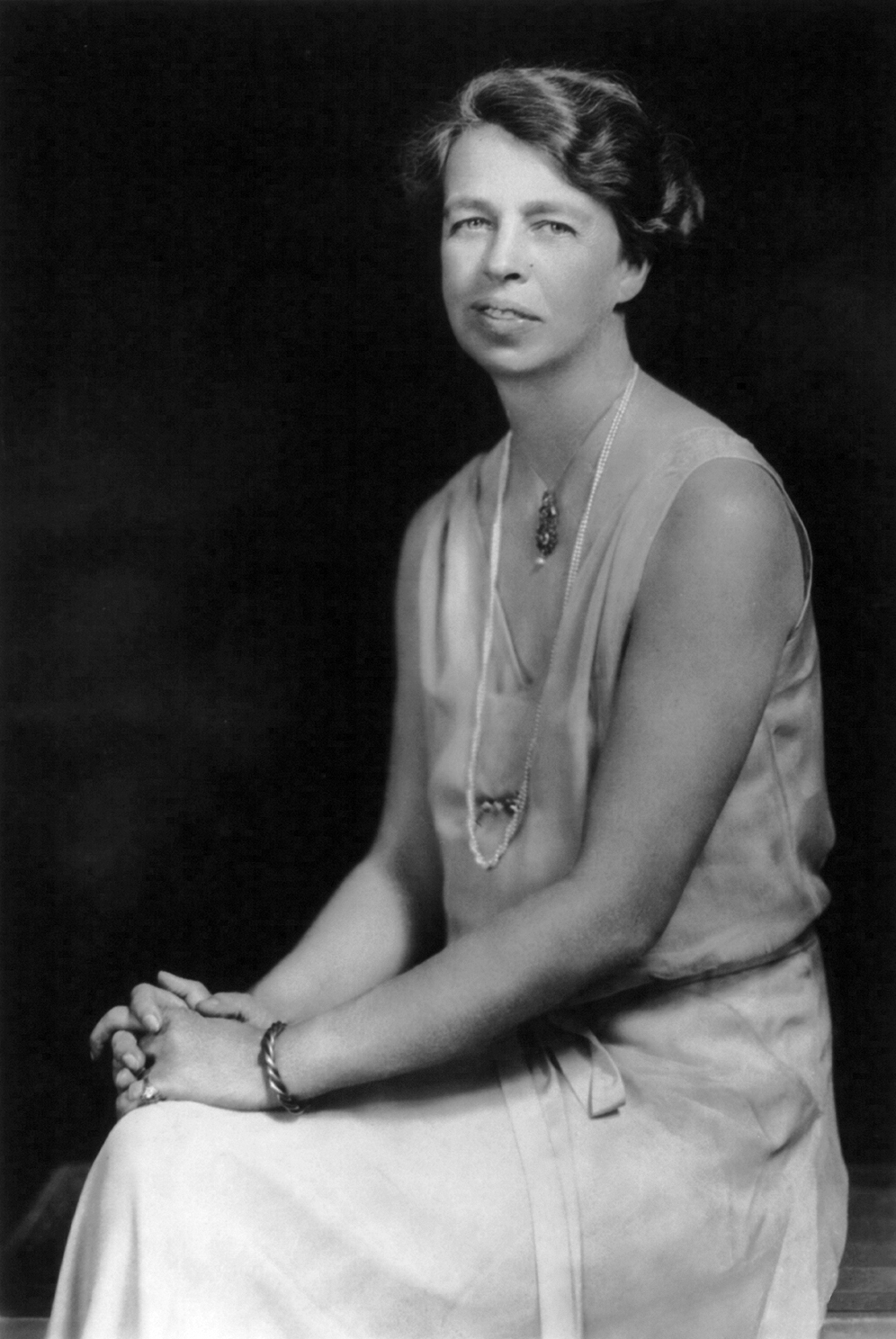
エレノア（1932年）
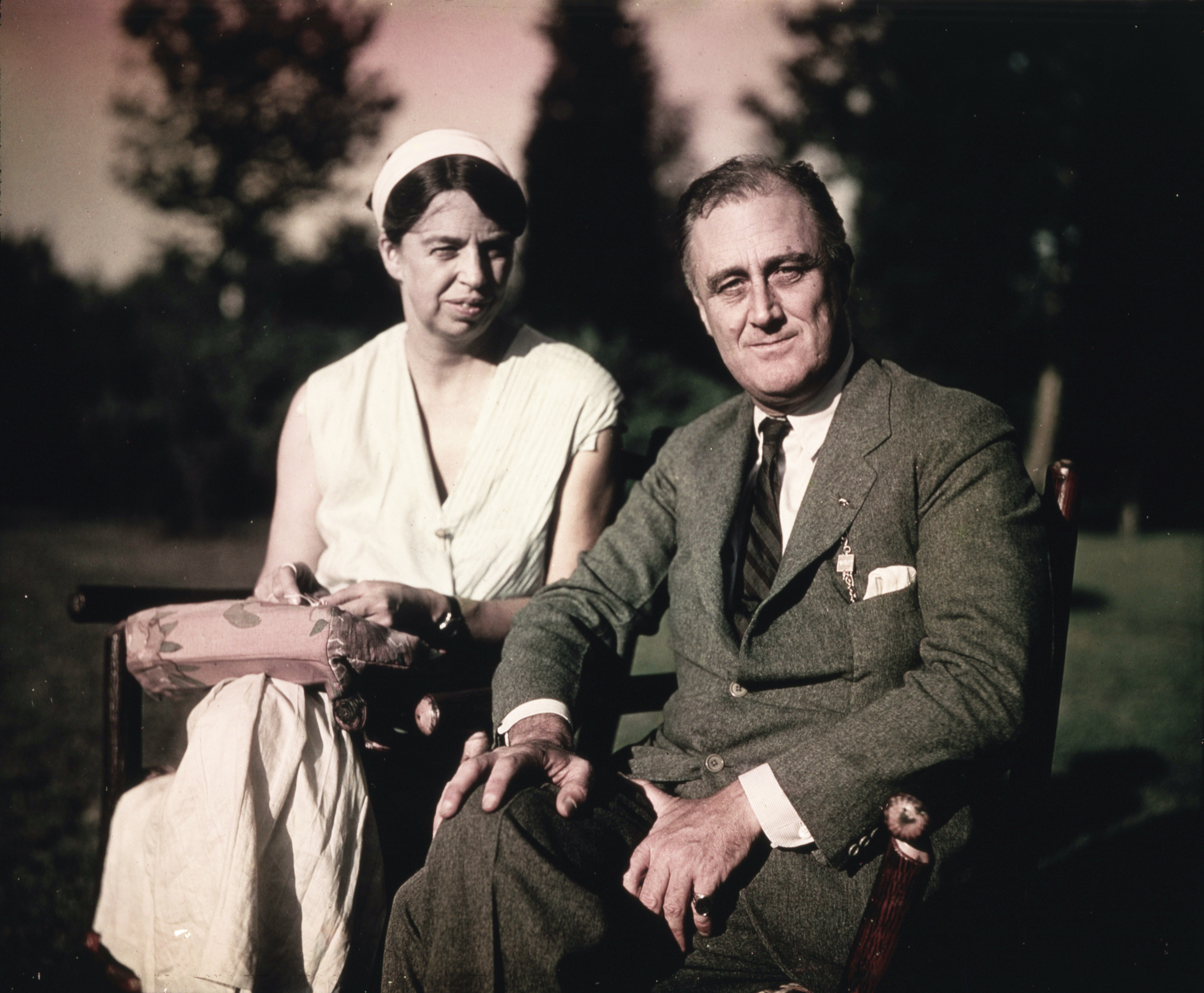
夫のフランクリンとともに（1932年8月）
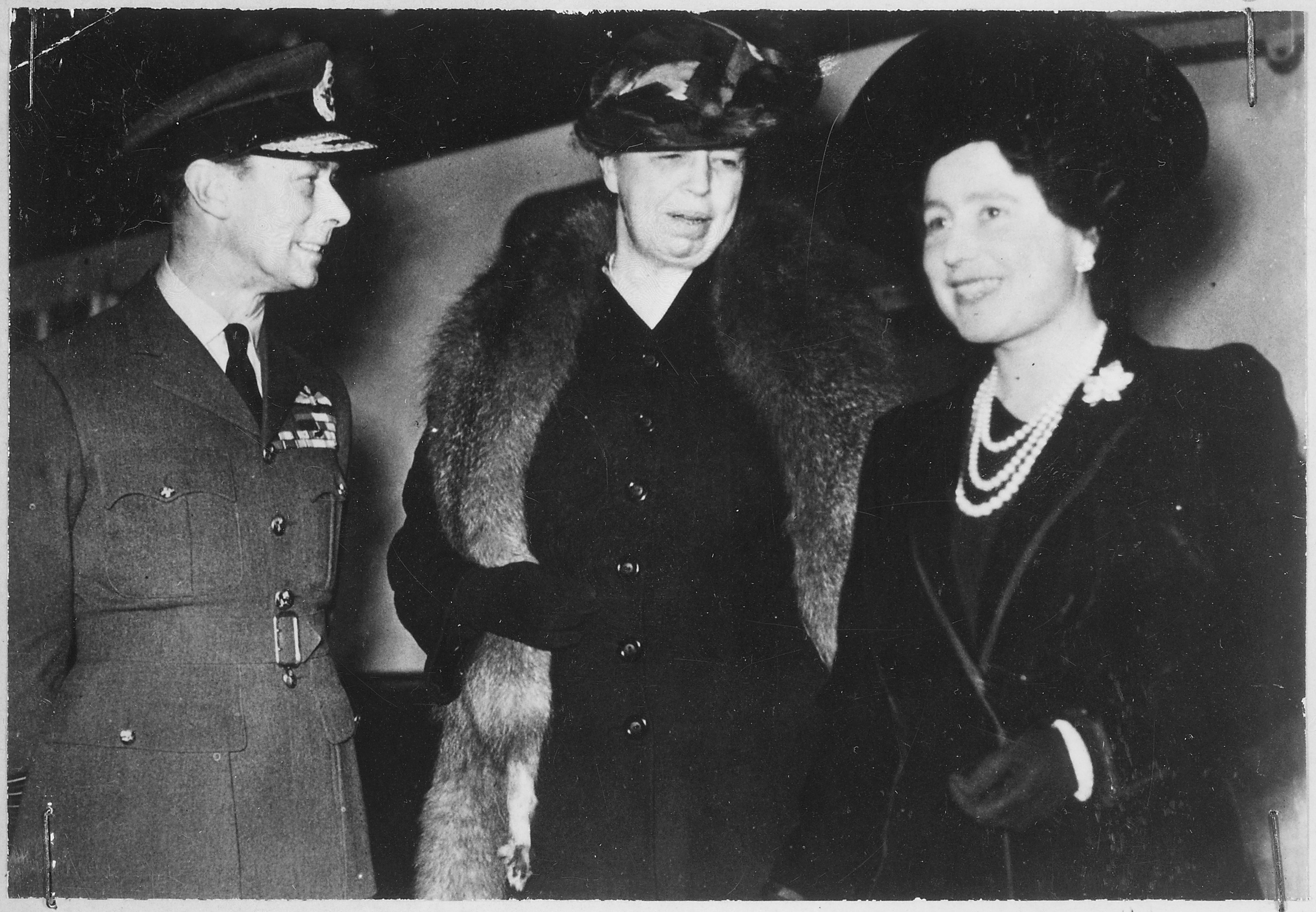
1942年10月23日、訪英時ロンドンにて、ジョージ6世国王とエリザベス王妃夫妻とともに
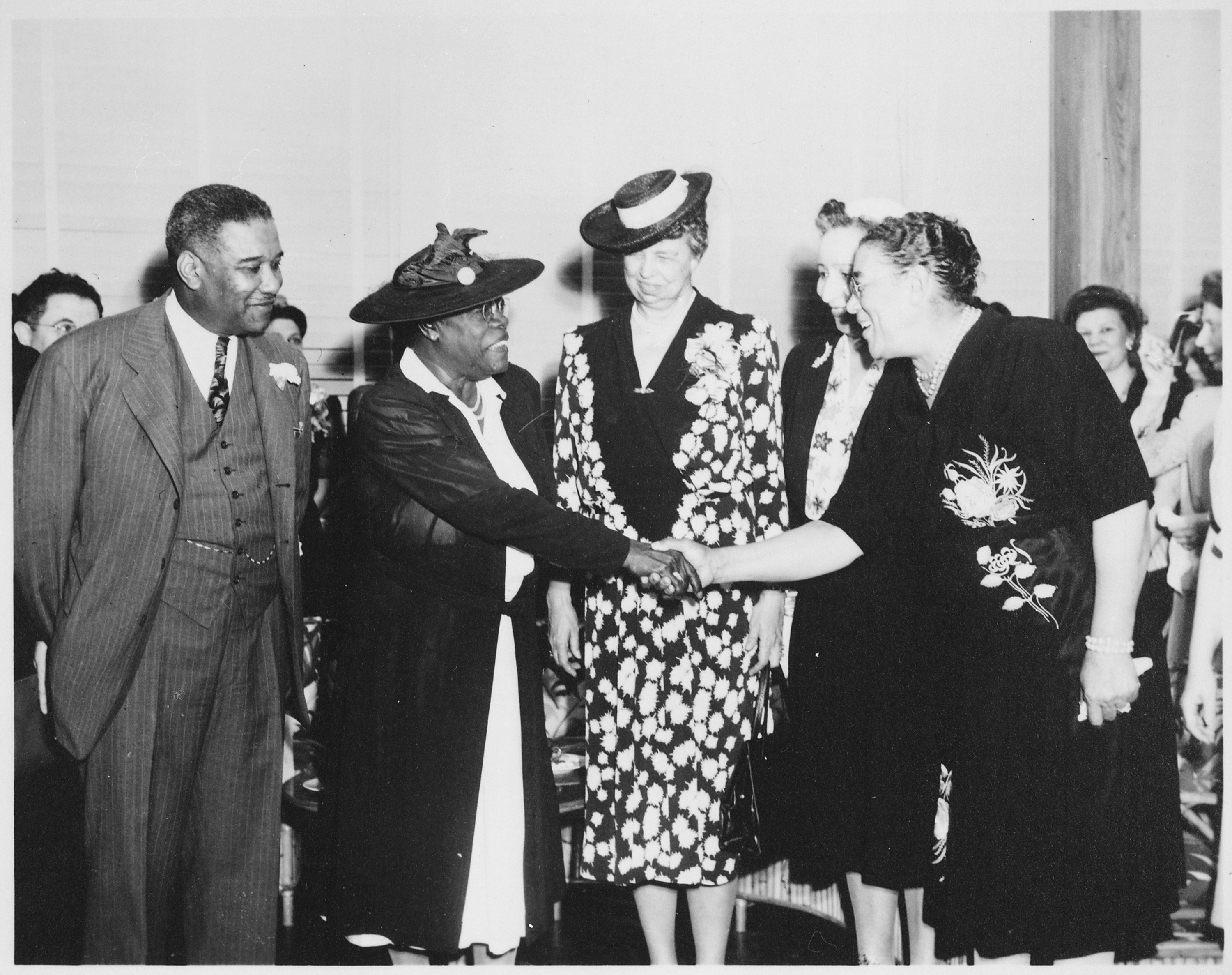
フランクリン・D・ルーズベルトの黒人内閣のメンバーの一人であるメアリー・マクラウド・ベスーンと（1943年）
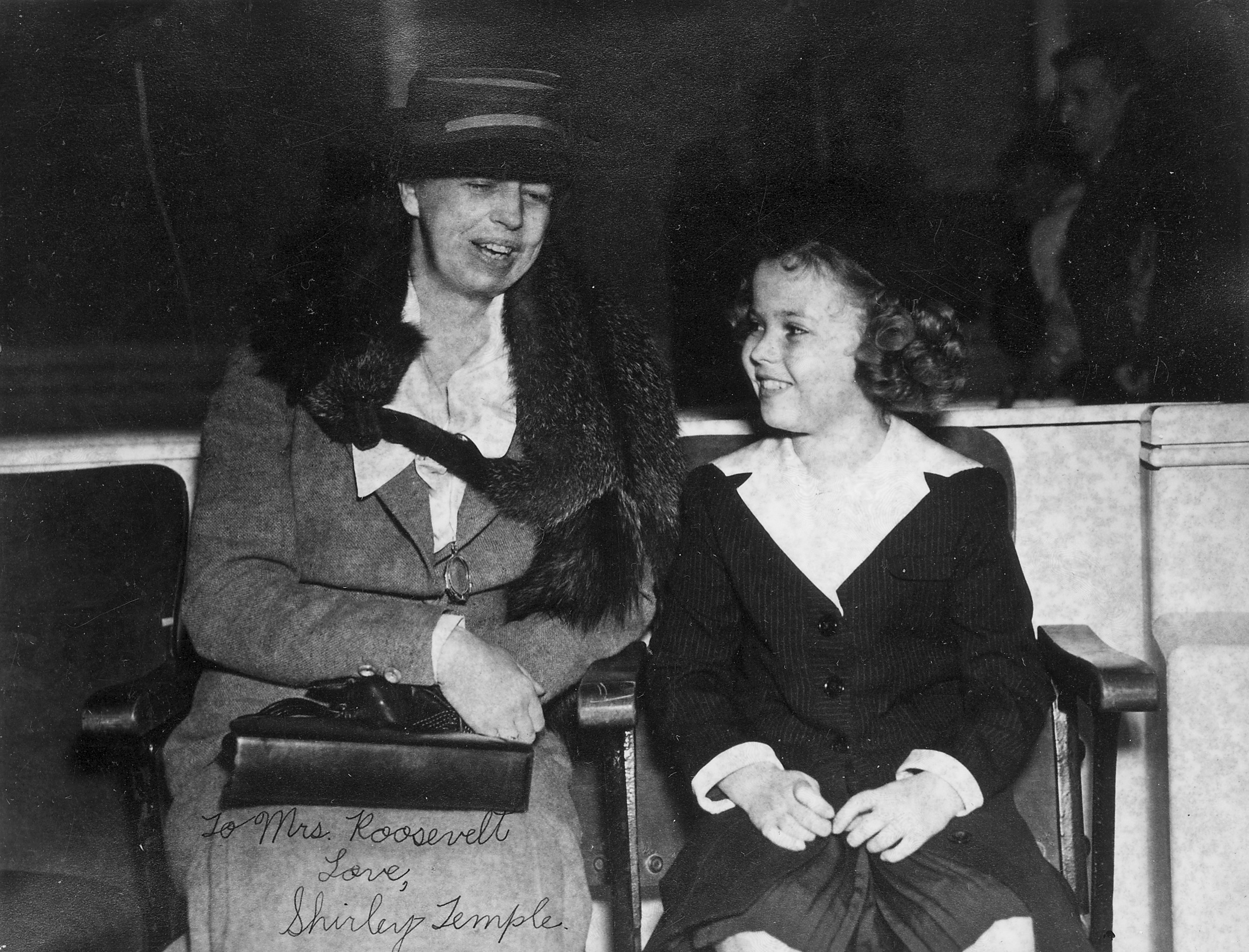
シャーリー・テンプルと（1938年）
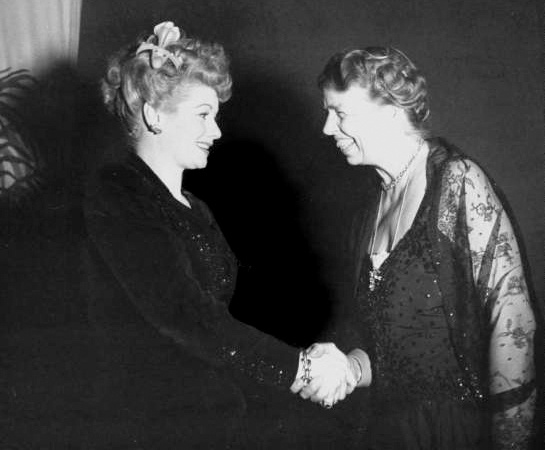
ワシントンD.C.のホテルのツアー中にルシル・ボールと一緒に、ポリオと戦うための大統領の誕生日ボールの募金活動を紹介（1944年）
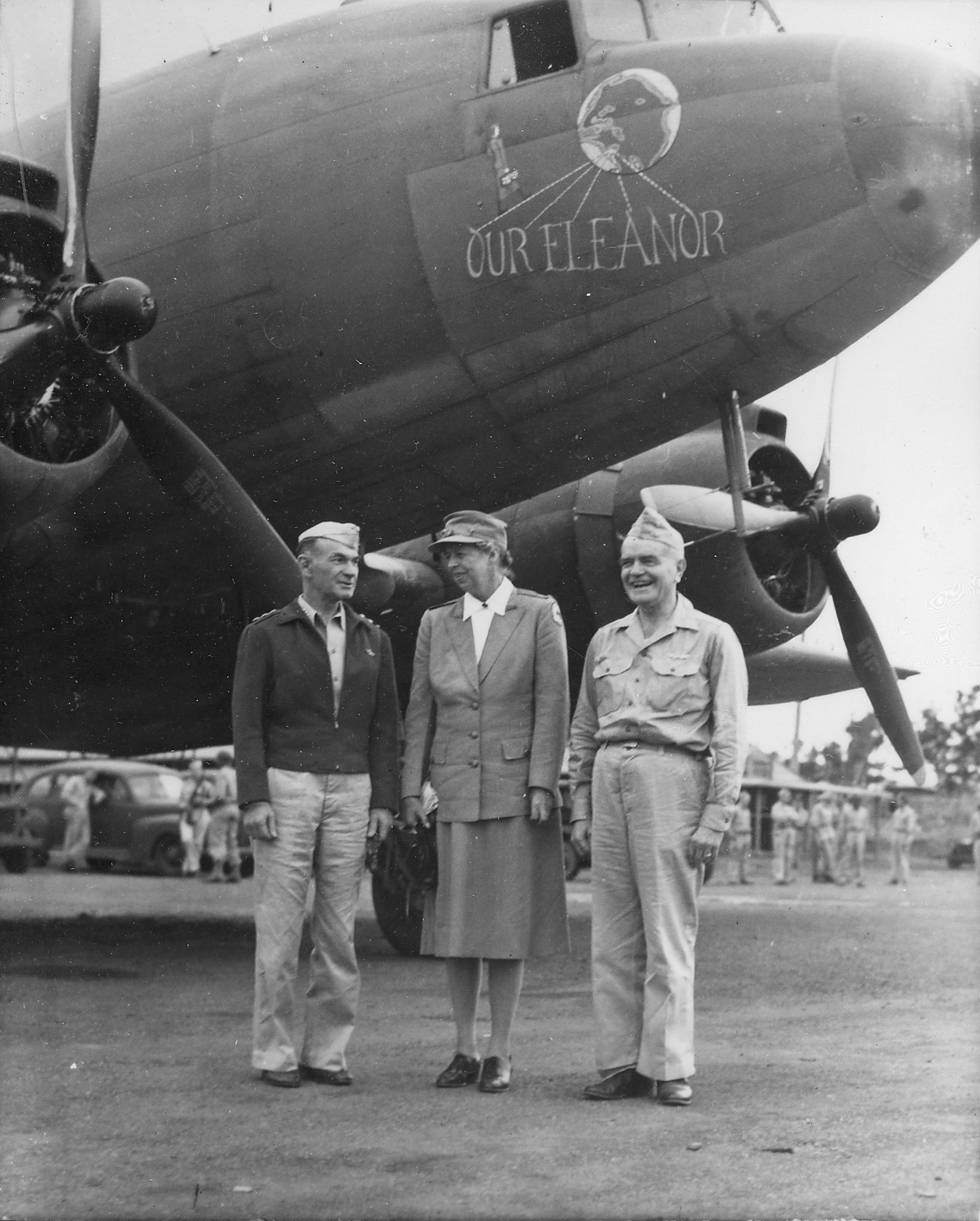
ミラード・ハーモン将軍、ウィリアム・ハルゼー・ジュニアとともに、第二次世界大戦太平洋戦線にて（1943年）
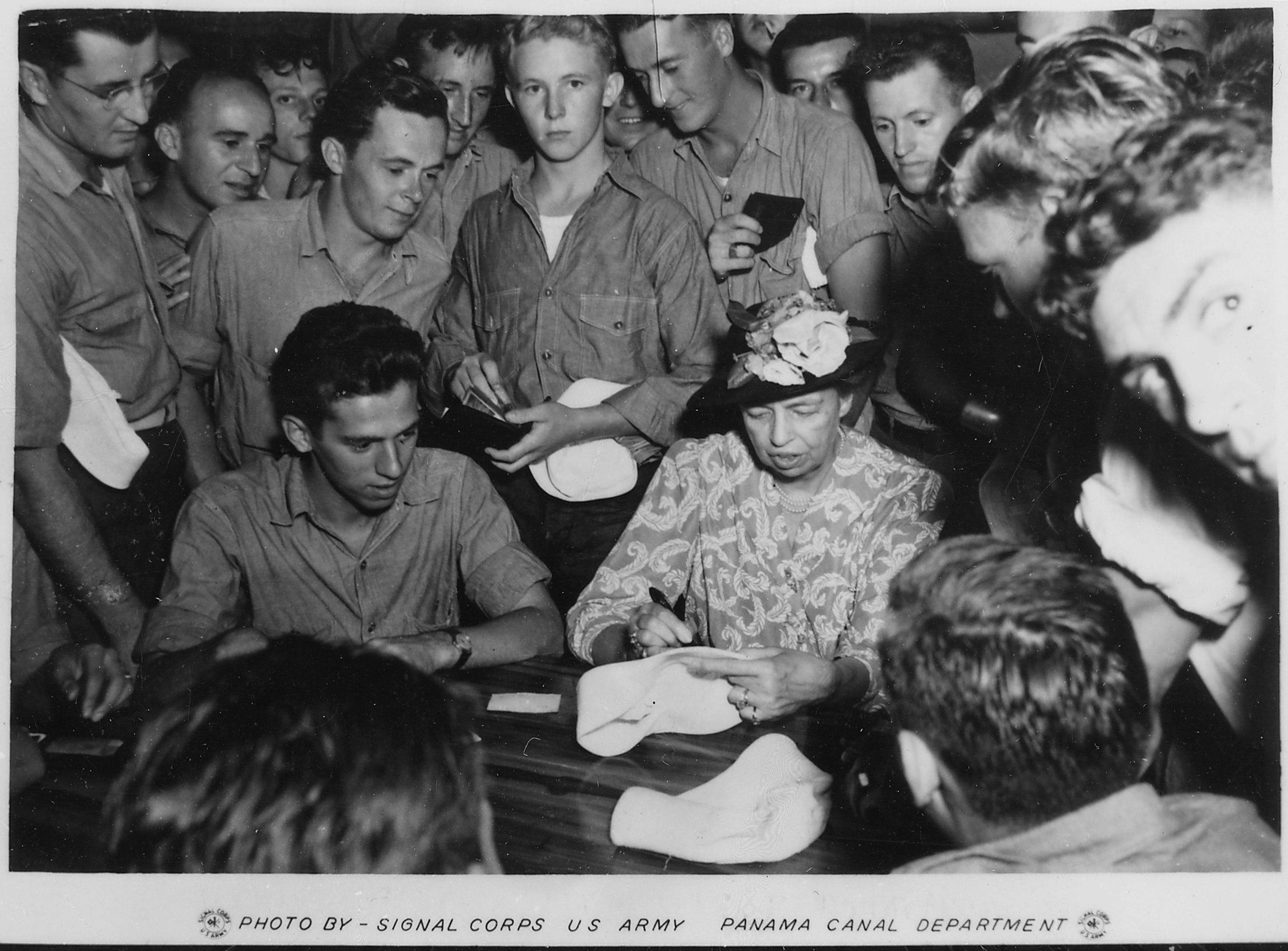
兵士を激励するエレノア（1944年3月21日）
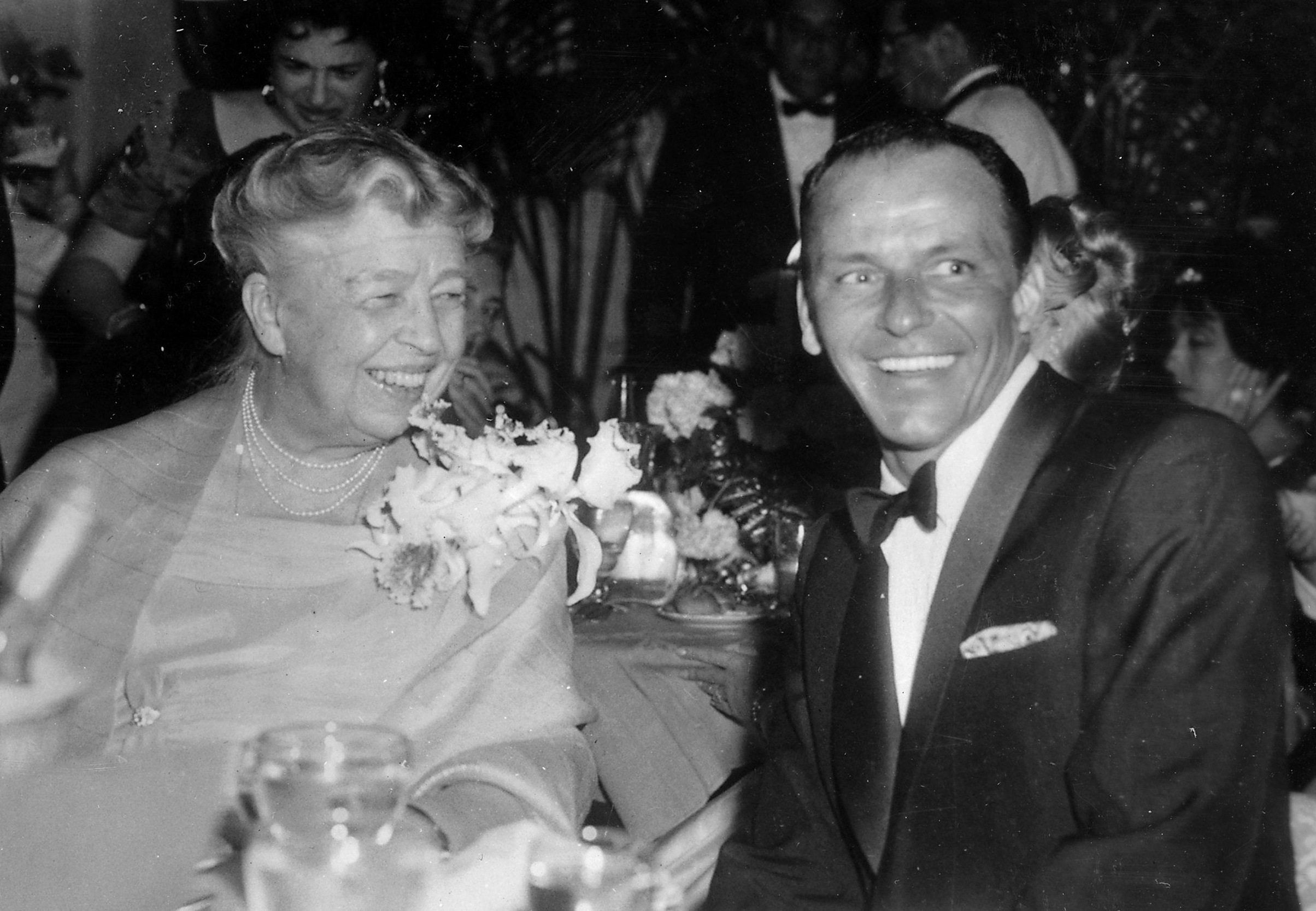
フランク・シナトラと（1960年）
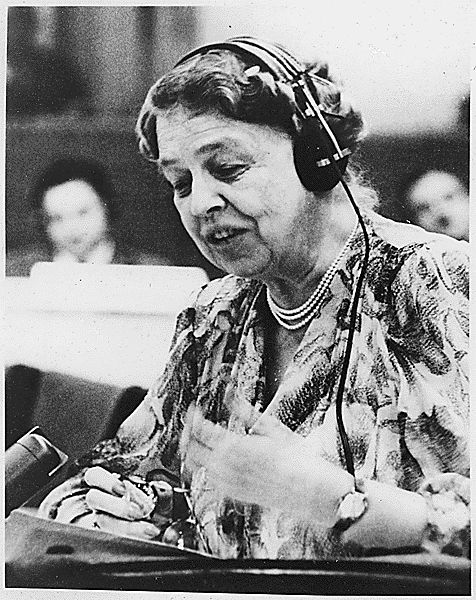
国際連合でスピーチするエレノア（1947年7月）
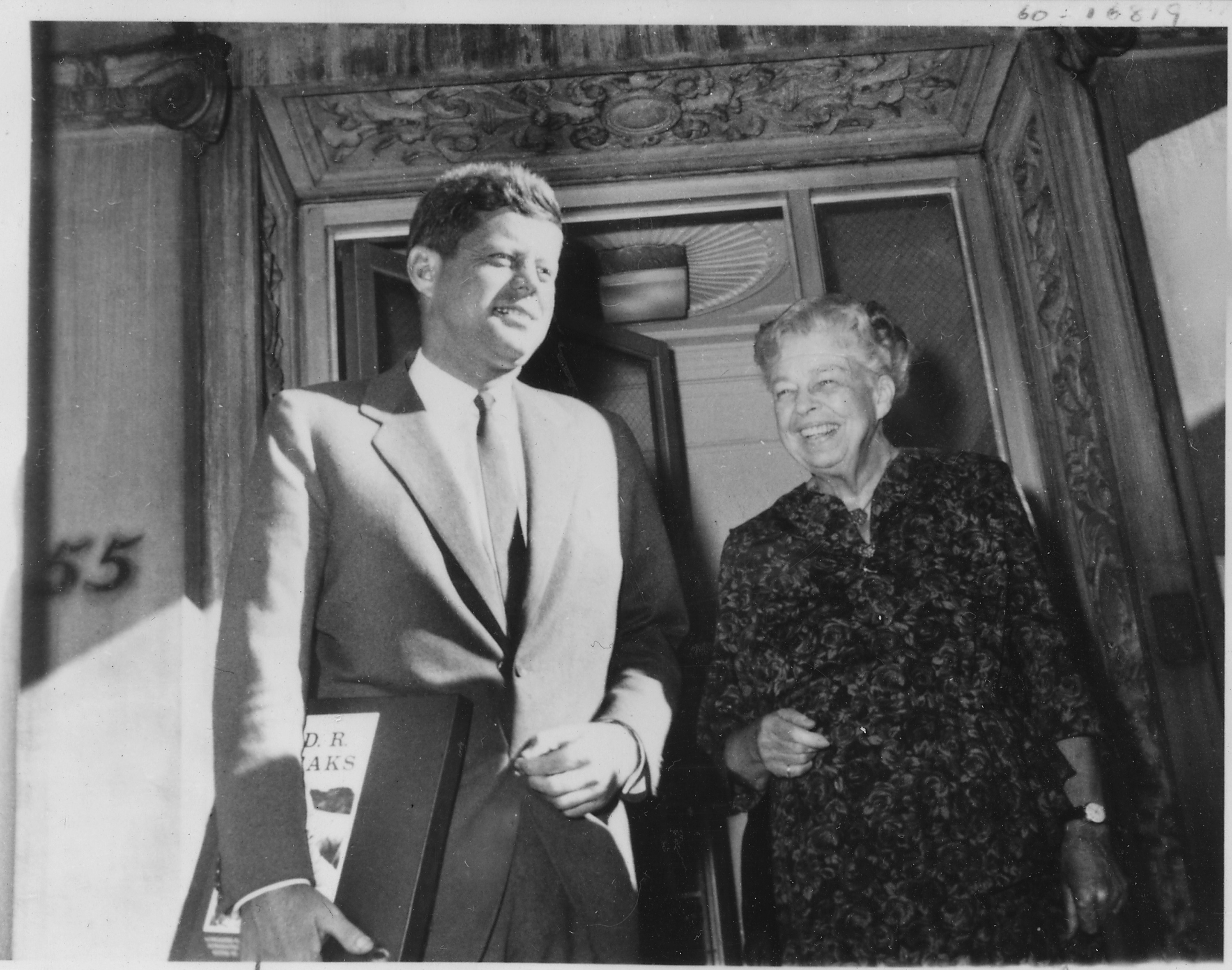
ジョン・F・ケネディ大統領候補を支持するエレノア（1960年10月11日）
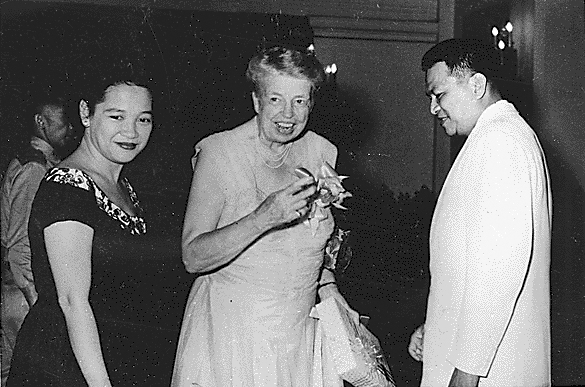
第7代フィリピン大統領ラモン・マグサイサイ夫妻とマラカニアン宮殿にて（1955年8月25日）
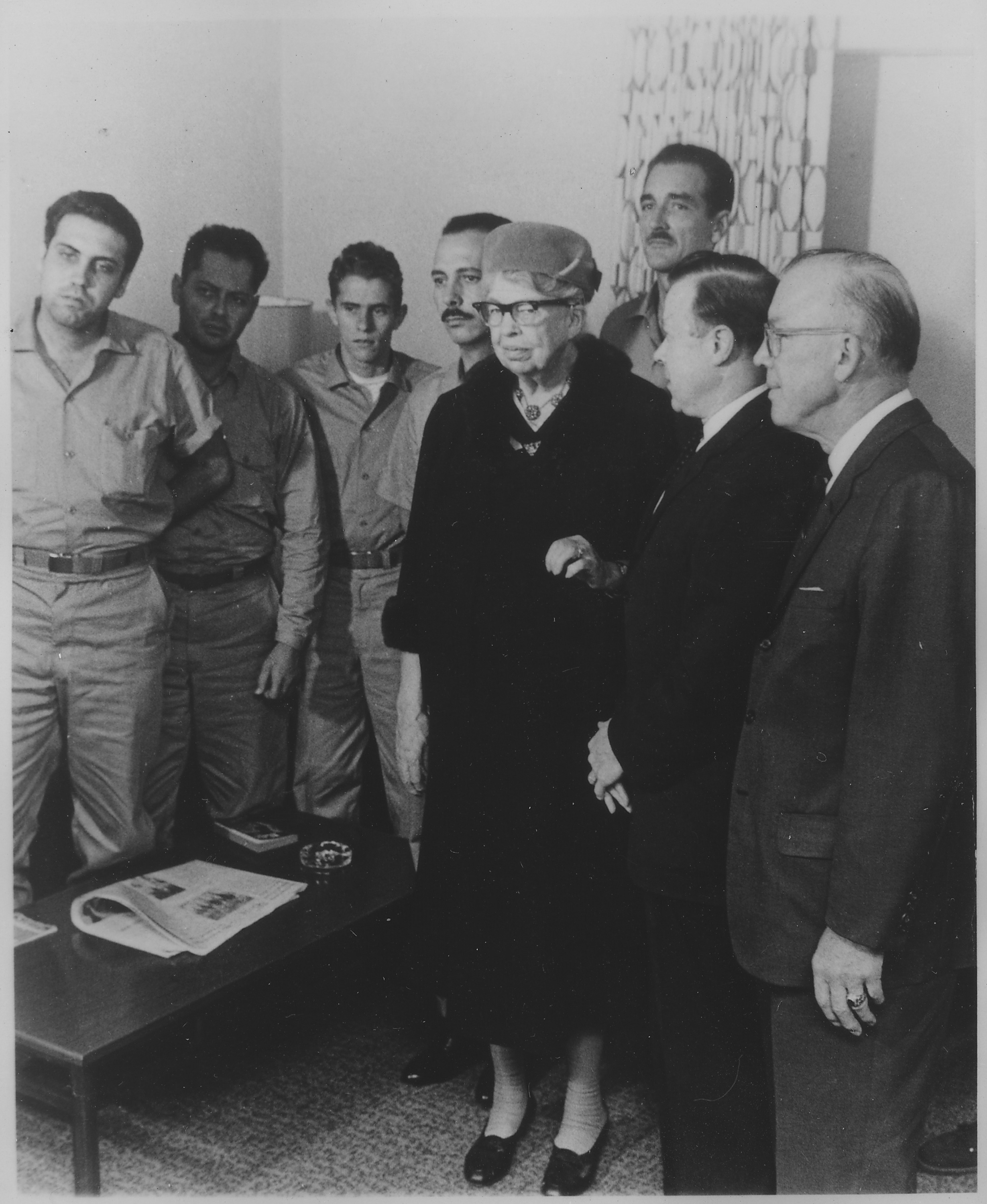
ワシントンD.C.にて、ウォルター・ロイサー、ミルトン・アイゼンハワーとキューバ捕虜交換代表団と（1961年5月22日）

## 著書
- 『あなたと私の十代』(一色義子訳, 秋元書房, 1963年)
- 『国際連合のかつやく・世界平和の戦士』(白木茂訳, あかね書房《少年少女20世紀の記録》, 1963年)
- 『エリノア・ルーズヴェルト自叙伝』(坂西志保訳, 時事通信社, 1964年)
- 『エチケット』(坂西志保訳, 白水社, 1969) / 新版『人生とエチケット』(1971年)
- 『愛すること生きること ― 女性のための人生案内』(出口泰生訳, 大和書房, 1971年)
- 『生きる姿勢について ― 女性の愛と幸福を考える』(佐藤佐智子, 伊藤ゆり子訳, 大和書房, 1971年)

## 登場作品
- 映画『ロシアン・スナイパー』 - 監督：セルゲイ・モクリツキー、2015年
  - 実在の狙撃手であるリュドミラ・パヴリチェンコの視点から第二次世界大戦における独ソ戦を描く。
  - エレノアは、戦時下の国際学生会議でリュドミラと出会い、個人的にもホワイトハウスへ招待した。演 - ジョアン・ブラックハム。

## 文献
- 坂西志保『アメリカの良心 ルーズベルト夫人伝』（日本評論社 1950年）
- ジャネット・イートン『内気なバブズ ルーズベルト夫人物語』（吉川絢子訳 鏡浦書房 1958年）
- デイビッド・ウィナー『エリノア・ルーズベルト アメリカ大統領夫人で、世界人権宣言の起草に大きな役割を果たした人道主義者』（箕浦万里子訳 偕成社（伝記世界を変えた人々） 1994年2月）
- 『学習漫画・世界の伝記NEXT エレノア・ルーズベルト』（シナリオ 和田奈津子 漫画 よしまさこ 集英社 2013年）